# فرودگاه آبی فورت مک‌فرسون
فرودگاه آبی فورت مک‌فرسون (به انگلیسی: Fort McPherson Water Aerodrome) یک فرودگاه خصوصی است . این فرودگاه در کشور کانادا قرار دارد و در ارتفاع ۱۲ متری از سطح دریا واقع شده است.